# 272-я стрелковая дивизия
272-я стрелковая Свирско-Померанская Краснознамённая ордена Красной Звезды дивизия — воинское соединение РККА в Великой Отечественной войне и Сухопутных войск Вооружённых сил России . Период боевых действий: с 1 августа 1941 года по 9 мая 1945 года.

## История
272-я стрелковая дивизия была сформирована 26 июля 1941 года из призывников Ленинградской области в районе Тихвина.
27.07.1941 года была отправлена на Северный фронт. Входила в состав Петрозаводской оперативной группы, сразу нанесла удар на Ведлозерском направлении, вела бои на подступах к Петрозаводску, в Пряжинском районе в том числе на озере Топорное, была окружена.
В сентябре 1941 года дивизия из окружения прорвалась к Петрозаводску и приняла участие в последних боях на его окраинах, в районе нынешней Древлянки. Остатки дивизии после падения города были переброшены за Свирь на кораблях Онежской военной флотилии
8 октября 1941 года части дивизии прикрыли Вытегру, прибыв туда пешим 100 километровым маршем. 09 октября 1941 года первые подразделения дивизии прибыли в Ошту и не позволили занять населённый пункт. Бои велись при поддержке кораблей Онежской военной флотилии
18 октября 1941 года финские войска после мощной артиллерийской подготовки перешли в наступление и заняли деревню Коромыслово, но уже 19 октября 1941 года в контрнаступление по всему фронту перешла 272-я стрелковая дивизия, сковав оборону противника под Оштой, но выбить финнов с занятых ими выгодных рубежей не удалось. 15 декабря 1941 года дивизия была пополнена и вновь предприняла попытку наступления, но понесла большие потери и успеха не добилась ни на одном участке фронта.
Затем дивизия до 1944 года вела оборону на рубеже реки Свирь.
C 21 июня 1944 года принимала участие в Свирско-Петрозаводской операции. За время наступления прошла около 200 километров, освободила 115 населённых пунктов, в том числе Салми и Питкяранта, форсировала 8 водных преград.
После операции дивизия была направлена в Польшу, где принимала участие в Восточно-Померанской операции, принимала участие в освобождении города Гдыня, отбивала контрнаступление врага в районе города Бублиц (ныне Боболице). После войны дивизия была переведена в село Биджан. 
В июле 1946 года  дивизия была переформирована в 50-ю отдельную стрелковую бригаду и входила в состав МВО, а с мая 1949 г. — Воронежского ВО. В 1953 году 50-я осбр вновь развёрнута в 272-ю стрелковую дивизию. В 1957 году 272-я стрелковая дивизия переформирована в 119-ю мотострелковую дивизию.
В 1964 году переименована в 272-ю мотострелковую дивизию и передислоцирована на Дальний Восток в с. Бабстово (ЕАО) в состав 43-го армейского корпуса.
В сентябре 1989 года была реорганизована в 128-ю пулемётно-артиллерийскую дивизию.
В 1991 году к дивизии был присоединён 1092-й зенитный ракетный полк, и в феврале 1993 года соединение вновь было переформировано в 173-ю мобильную бригаду прикрытия. Два батальона дислоцировались в посёлке Бабстово, а один находился в селе Биджан. В мае 1997 бригада вновь стала 128-й пулемётно-артиллерийской дивизией с управленческими подразделениями в селе Бабстово. Через год после военной реформы, в 2009 году, подразделение было реорганизовано в 69-ю отдельную бригаду прикрытия.

## Состав
- 1061-й стрелковый полк
- 1063-й стрелковый полк
- 1065-й стрелковый полк
- 815-й артиллерийский полк
- 340-й отдельный истребительно-противотанковый дивизион
- 359-я отдельная разведывательная рота
- 555-й отдельный сапёрный батальон
- 749-й отдельный батальон связи (768-я отдельная рота связи)
- 317-й медико-санитарный батальон
- 382-я отдельная рота химической защиты
- 430-я автотранспортная рота
- 497-я полевая хлебопекарня (386-й полевой автохлебозавод)
- 35-й дивизионный ветеринарный лазарет
- 617-я полевая почтовая станция
- 650-я полевая касса Госбанка

- управление;
- 159-й мотострелковый полк (Бабстово);
- 209-й мотострелковый ордена Суворова полк (Ленинское);
- 424-й мотострелковый ордена Суворова полк (Биджан);
- 289-й танковый Знаменский Краснознамённый, ордена Александра Невского полк (Бабстово);
- 194-й артиллерийский полк (Бабстово);
- 1192-й зенитный ракетный полк (Биджан);
- 691-й отдельный ракетный дивизион (Бабстово);
- 1327-й отдельный противотанковый дивизион (Бабстово);
- отдельный разведывательный батальон (Бабстово);
- 1147-й отдельный батальон материального обеспечения (Бабстово);
- отдельный ремонтно-восстановительный батальон (Бабстово);
- отдельный инженерно-сапёрный батальон (Бабстово);
- 518-й отдельный батальон связи (Бабстово);
- отдельный медицинский батальон (Бабстово);
- отдельная рота химической защиты
- ОВКР (Бабстово).[3]

## Подчинение
| Дата            | Фронт (округ)         | Армия             | Корпус (группа)                    | Примечания                                                   |
| --------------- | --------------------- | ----------------- | ---------------------------------- | ------------------------------------------------------------ |
| 01.08.1941 года | Северный фронт        |                   | -                                  | в августе входила в состав Петрозаводской оперативной группы |
| 01.09.1941 года | Карельский фронт      | 7-я армия         | -                                  |                                                              |
| 01.10.1941 года |                       | 7-я армия         | -                                  |                                                              |
| 01.11.1941 года |                       | 7-я армия         | -                                  |                                                              |
| 01.12.1941 года |                       | 7-я армия         |                                    |                                                              |
| 01.01.1942 года |                       | 7-я армия         |                                    |                                                              |
| 01.02.1942 года |                       | 7-я армия         |                                    |                                                              |
| 01.03.1942 года |                       | 7-я армия         |                                    |                                                              |
| 01.04.1942 года | -                     | 7-я армия         |                                    |                                                              |
| 01.05.1942 года | -                     | 7-я армия         |                                    |                                                              |
| 01.06.1942 года | -                     | 7-я армия         |                                    |                                                              |
| 01.07.1942 года | -                     | 7-я армия         | 4-й стрелковый корпус              |                                                              |
| 01.08.1942 года | -                     | 7-я армия         | 4-й стрелковый корпус              |                                                              |
| 01.09.1942 года | -                     | 7-я армия         | 4-й стрелковый корпус              |                                                              |
| 01.10.1942 года | -                     | 7-я армия         |                                    |                                                              |
| 01.11.1942 года | -                     | 7-я армия         |                                    |                                                              |
| 01.12.1942 года | -                     | 7-я армия         |                                    |                                                              |
| 01.01.1943 года | -                     | 7-я армия         | 4-й стрелковый корпус              |                                                              |
| 01.02.1943 года | -                     | 7-я армия         | 4-й стрелковый корпус              |                                                              |
| 01.03.1943 года | -                     | 7-я армия         | 4-й стрелковый корпус              |                                                              |
| 01.04.1943 года | -                     | 7-я армия         | 4-й стрелковый корпус              |                                                              |
| 01.05.1943 года | -                     | 7-я армия         | 4-й стрелковый корпус              |                                                              |
| 01.06.1943 года | -                     | 7-я армия         | 4-й стрелковый корпус              |                                                              |
| 01.07.1943 года | -                     | 7-я армия         | 4-й стрелковый корпус              |                                                              |
| 01.08.1943 года | -                     | 7-я армия         | 4-й стрелковый корпус              |                                                              |
| 01.09.1943 года | -                     | 7-я армия         | 4-й стрелковый корпус              |                                                              |
| 01.10.1943 года | -                     | 7-я армия         | 4-й стрелковый корпус              |                                                              |
| 01.11.1943 года | -                     | 7-я армия         | 4-й стрелковый корпус              |                                                              |
| 01.12.1943 года | -                     | 7-я армия         | 4-й стрелковый корпус              |                                                              |
| 01.01.1944 года | -                     | 7-я армия         | 4-й стрелковый корпус              |                                                              |
| 01.02.1944 года | -                     | 7-я армия         |                                    |                                                              |
| 01.03.1944 года | Карельский фронт      | 7-я армия         | 4-й стрелковый корпус              |                                                              |
| 01.04.1944 года | Карельский фронт      | 7-я армия         | 4-й стрелковый корпус              |                                                              |
| 01.05.1944 года | Карельский фронт      | 7-я армия         | 4-й стрелковый корпус              |                                                              |
| 01.06.1944 года | Карельский фронт      | 7-я армия         | 4-й стрелковый корпус              |                                                              |
| 01.07.1944 года | Карельский фронт      | 7-я армия         |                                    |                                                              |
| 01.08.1944 года | Карельский фронт      | 7-я армия         |                                    |                                                              |
| 01.09.1944 года | Карельский фронт      | 7-я армия         |                                    |                                                              |
| 01.10.1944 года | Карельский фронт      | 7-я армия         |                                    |                                                              |
| 01.11.1944 года | Карельский фронт      | 7-я армия         |                                    |                                                              |
| 01.12.1944 года | Резерв Ставки ВГК     | 32-я армия        | 134-й стрелковый корпус            |                                                              |
| 01.01.1945 года | Резерв Ставки ВГК     | 32-я армия        | 134-й стрелковый корпус            |                                                              |
| 01.02.1945 года | 2-й Белорусский фронт | 19-я армия        | 134-й стрелковый корпус            |                                                              |
| 01.03.1945 года | 2-й Белорусский фронт | 19-я армия        | 134-й стрелковый корпус            |                                                              |
| 01.04.1945 года | 2-й Белорусский фронт | 19-я армия        | 134-й стрелковый корпус            |                                                              |
| 01.05.1945 года | 2-й Белорусский фронт | 2-я ударная армия | 40-й гвардейский стрелковый корпус |                                                              |

## Командиры
- Потапов, Митрофан Иванович (10.07.1941 — 22.09.1941), полковник;
- Князев, Михаил Семёнович (23.09.1941 — 15.10.1941), генерал-майор;
- Романов, Вениамин Семёнович (16.10.1941 — 02.04.1942), полковник;
- Булатов, Фатых Гарипович (04.04.1942 — 22.04.1942), подполковник;
- Мохин, Иван Васильевич (25.04.1942 — 07.10.1942), полковник;
- Алексеев, Зиновий Нестерович (08.10.1942 — 09.07.1943), полковник, с 16.10.1943 генерал-майор;
- Мешков, Василий Михайлович (10.07.1943 — 30.06.1945), полковник;
- Беляев, Николай Захарович (01.07.1945 — 19.08.1945), полковник;
- Вербов, Яков Яковлевич (20.02.1946 — ??.06.1952), генерал-майор.
- Съедин, Павел Трофимович  (хх.06.1952 — 21.08.1956), полковник, с 13.05.1953 генерал-майор

## Награды
- 2 июля 1944 года — почётное наименование «Свирская» — присвоено приказом Верховного Главнокомандующего № 0174 от 2 июля 1944 года за отличие в боях при форсировании реки Свирь и прорыве обороны противника.
- 5 апреля 1945 года —  Орден Красной Звезды — награждена указом Президиума Верховного Совета СССР от 5 апреля 1945 года за образцовое выполнение боевых заданий командования в боях с с немецкими захватчиками при овладении городами Шлохау,Штегерс,Хаммерштайн,Бальденберг,Бублиц и проявленные при этом доблесть и мужество.[4]
- 26 апреля 1945 года — почётное наименование «Померанская» — присвоено приказом Верховного Главнокомандующего № 075 от 26 апреля 1945 года за отличие в боях за овладение важным узлом коммуникаций — городом Кёзлин 4 марта 1945 года.
- 17 мая 1945 года —  Орден Красного Знамени — награждена указом Президиума Верховного Совета СССР от 17 мая 1945 года за образцовое выполнение заданий командования в боях с немецкими захватчиками при овладении городом и военно-морской базой Гдыня и проявленные при этом доблесть и мужество.[5]

## Отличившиеся воины дивизии
- Асеев, Алексей Александрович. Стрелок 1063-го стрелкового полка, рядовой. Герой Советского Союза. Награждён 21.07.1944 года за форсирование реки Свирь. Действуя в составе разведывательной группы, он вскрыл огневые точки врага на переднем крае. Затем, переправившись через реку, участвовал в их уничтожении.
- Баландин, Михаил Фокич. Командир взвода 1065-го стрелкового полка младший лейтенант. Герой Советского Союза. Награждён 21.07.1944 года за форсирование реки Свирь. 21.06.1944 года под огнём врага переплыл р. Свирь, собрал находившиеся на северном берегу лодки и вернулся обратно, обеспечив быстрое и без потерь форсирование реки подразделениями роты в районе г. Лодейное Поле (Ленинградская обл.). Его взвод первым достиг противоположного берега, стремительным броском ворвался во вражескую траншею. Преодолев проволочное заграждение, двумя группами атаковал неприятельский дзот, забросал его гранатами, уничтожив расчёт пулемёта.
- Берестовенко, Михаил Парфирович. Командир взвода автоматчиков 1063-го стрелкового полка, лейтенант. Герой Советского Союза. Награждён 21.07.1944 года за форсирование реки Свирь. Взвод Берестовенко в числе первых в полку форсировал Свирь, атаковал противника. Бойцы взвода автоматным огнём и гранатами подавили четыре огневые точки противника, офицер сам блокировал дзот, где оказался неподавленным тяжёлый пулемёт, и, забросав его гранатами, уничтожил расчёт. Тем самым, взводом лейтенанта Михаила Берестовенко было обеспечено успешное форсирование реки и продвижение вглубь вражеской обороны для других подразделений 1063-го стрелкового полка. Участник Парада Победы.
- Далидович, Александр Ильич. Наводчик пулемёта; снайпер взвода пешей разведки 1063-го стрелкового полка, сержант; . Полный кавалер Ордена Славы. Награждён: 06.07.1944 года за бои при форсировании Свири 22.06.1944 года — 3 степень ордена, ??.??.???? года за бои в районе Кляйн-Клодде — 3 степень ордена, 17.04.1945 года за бои с 28.02 по 14.03.1945 года в районе г. Кольберг — 2 степень ордена 29.06.1945 года за бои в район г. Гдыня 04.04.1945 года — 1 степень ордена. Один из 22-х полных кавалеров ордена, награждённых четырьмя орденами Славы, второй орден третьей степени вручён в 1949 году.
- Деменков, Лаврентий Васильевич. Командир взвода 1063-го стрелкового полка, лейтенант. Герой Советского Союза. Награждён 21.07.1944 года за форсирование реки Свирь. Возглавил группу добровольцев из стрелков и приданных взводу сапёров. Группа подобралась к дзоту и забросали его гранатами, после офицер повёл взвод в атаку, противник был выбит из второй линии траншей, штурмовая группа вышла на тракт Сортавала — Петрозаводск и закрепилась на отвоёванном плацдарме.
- Иллюшко, Павел Иванович. Командир дивизиона 815-го артиллерийского полка, майор. Герой Советского Союза. Награждён 21.07.1944 года за форсирование реки Свирь. 21.06.1944 при прорыве обороны противника в районе г. Лодейное Поле, выявив вражеские огневые точки, уничтожил их огнём дивизиона, что обеспечило форсирование р. Свирь и овладение 23.06.1944 опорным пунктом противника в районе пос.Сармяги
- Кулик, Константин Алексеевич. Командир взвода 1065-го стрелкового полка, младший лейтенант. Награждён 21.07.1944 года за форсирование реки Свирь.
- Леонов, Михаил Иванович. Помощник командира взвода 1061-го стрелкового полка, сержант. Герой Советского Союза. Награждён 21.07.1944 года за форсирование реки Свирь. В ходе боёв за плацдарм уничтожил пулемёт, 8 огневых точек. Со взводом захватил 2 склада с продовольствием и имуществом связи.
- Мартыненко, Иван Павлович. Командир отделения 1063-го стрелкового полка, сержант. Герой Советского Союза. Награждён 21.07.1944 года за форсирование реки Свирь. 21.06.1944 в составе разведывательной группы переправился на правый берег р. Свирь, ворвался во вражескую траншею, гранатой подорвал дзот, обеспечил успешное форсирование реки подразделением. Погиб в бою 16.07.1944 года
- Пресняков, Михаил Иванович. Разведчик взвода пешей разведки 1065-го стрелкового полка, ефрейтор. Полный кавалер Ордена Славы. Награждён: 17.07.1944 года за бои при форсировании Свири 21.06.1944 года — 3 степень ордена, 19.04.1945 года за бои в район г. Бублиц 26.02.1945 года — 2 степень ордена, 27.05.1945 года за бои в район г. Гдыня 28.03.1945 года — 2 степень ордена (перенаграждён 1 степенью 31.03.1956 года.
- Степовой, Арсентий Иванович. Стрелок 1063-го стрелкового полка, ефрейтор. Герой Советского Союза. Награждён 21.07.1944 года за форсирование реки Свирь.  В числе первых 21.6.1944 года форсировал реку Свирь в районе города Лодейное Поле и, продвигаясь в глубь обороны противника, уничтожил вражескую засаду.
- Шмаков, Василий Иванович. Командир 2-го стрелкового батальона 1063-го стрелкового полка, капитан.
- Гильманов Абдулла Ахметович.Воевал на Карельском фронте в составе 1061 стрелкового полка  272 стрелковой дивизии с первых дней войны.  В приказе ПВС СССР от 20.02.1944г. о награждении медалью «За отвагу» написано, что: «…находясь в течение продолжительного времени в составе ротной разведки смело и мужественно выполнил поставленные задачи. 28.05.1943г. при выполнении боевой задачи тов. Гильманов под сильным пулеметно-автоматным огнем противника вынес тяжело раненного красноармейца Рашкова. Тов. Гильманов с начала 1943г. по февраль 1944г. лично уничтожил из винтовки 16 белофинов и во время действий разведки вынес с поля боя один финский ручной пулемет».          Гильманов А.А. так же был награжден  Приказом ПВС СССР от 06.08.1944г. орденом «Красного Знамени» посмертно. , «…за выполнение боевых заданий командования на фронте борьбы с немецкими захватчиками и проявленную при этом доблесть и мужество». В наградном листе написано, что, он разведал под огнем противника ряд проходов к реке Свирь и разминировал их. При форсировании рек Олонка и Видлица первым переправился на другой берег и провел разведку, давая сведения о противнике. 03.07.1944г. находясь в тылу противника, первым атаковал противника, увлекая за собой бойцов. В результате этой атаки разведчики поразили до 60 белофинов, взяв командира в плен. В этот же день погиб Гильманов А.А., выполняя боевую задачу. 4 июля 1944 года за проявленный героизм и мужество в боях с белофинами товарищ Гильманов представлен командиром  посмертно к высшей правительственной награде к званию "Героя Советского Союза[6]"

## Память
- В посёлке Царицыно Озеро установлен знак в память дивизии.